# نوریا روکا

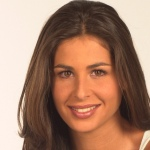

نوریا روکا گرانل (۲۳ مارس ۱۹۷۲) نویسنده، مجری تلویزیون، بازیگر و مجری رادیو اسپانیایی است.
او در دانشگاه پلی تکنیک والنسیا تحصیل و در دسامبر ۱۹۹۳ در رشته معماری فنی فارغ‌التحصیل شد. او به‌طور اتفاقی در دنیای تلویزیون شروع به فعالیت کرد، او برای جمع‌آوری کمک‌های مالی برای آخرین مدرک تحصیلی به یک برنامه تلویزیونی والنسیا رفت و با تشویق دوستانش به یک کستینگ رفت و برای ایستادن مقابل دوربین‌ها انتخاب شد.